# Rio Claro (São Paulo)
Rio Claro, amtlich portugiesisch Município de Rio Claro, ist eine Gemeinde im Landesinneren des brasilianischen Bundesstaates São Paulo. Die Bevölkerung wurde zum 1. Juli 2021 auf 209.548 Einwohner geschätzt, die Rio-Clarenser genannt werden und auf einer Gemeindefläche von rund 498,4 km² leben. Die Gemeinde ist Teil der Metropolregion Piracicaba.

## Geographie
Umliegende Gemeinden sind im Norden Corumbataí, im Nordosten Leme, im Osten Araras, im Südosten Santa Gertrudes, im Süden Iracemápolis und Piracicaba, im Westen  Ipeúna und im Nordwesten Itirapina.
Die Gemeinde liegt auf einer Höhe von 617 m über Meeresspiegel.
Das Biom besteht aus brasilianischem Cerrado und Mata Atlântica.

### Klima
Bei einem tropischen Klima herrscht in der Stadt eine Durchschnittstemperatur von 18 bis 22 °C. Der heißeste Monat ist der Februar mit einer Durchschnittstemperatur von 22 °C, wobei das durchschnittliche Maximum 30 °C beträgt.

## Geschichte
Ursprünglich mit dem Namen São João Batista do Ribeirão Claro gegründet, wurde die Stadt im Laufe ihrer Geschichte zunächst in São João do Rio Claro und 1905 dann in Rio Claro umbenannt.

## Kommunalverwaltung
Bei der Kommunalwahl 2020 wurde Gustavo Ramos Perissinotto des Partido Social Democrático (PSD) zum Stadtpräfekten (Bürgermeister) für die Amtszeit von 2021 bis 2024 gewählt.
Die Legislative liegt bei einem 19-köpfigen Stadtrat aus gewählten Abgeordneten (vereadores).
Der Munizip ist in drei Distrikte gegliedert.

## Demografie

### Bevölkerungsentwicklung
| Jahr | Einwohner                           | Stadt   | Land   |
| --- | ----------------------------------- | ------- | ------ |
| 1872 | 15.035 Freie: 11.100 Sklaven: 3.935 | ?       | ?      |
| 1900 | 31.891                              | ?       | ?      |
| 1920 | 50.416                              | ?       | ?      |
| 1940 | 47.287                              | 26.571  | 20.716 |
| 1950 | 47.073                              | 35.549  | 11.524 |
| 1960 | 60.681                              | 49.484  | 11.197 |
| 1970 | 78.040                              | 69.644  | 8.396  |
| 1980 | 110.202                             | 104.101 | 6.101  |
| 1991 | 138.243                             | 132.739 | 5.504  |
| 2000 | 168.218                             | 163.477 | 4.741  |
| 2010 | 186.299                             | 181.766 | 4.533  |
| 2021 | 209.548                             | ?       | ?      |
| Hier fehlt eine Grafik, die leider im Moment aus technischen Gründen nicht angezeigt werden kann. Wir arbeiten daran! |                                     |         |        |

Quelle: IBGE (2011)

### Ethnische Zusammensetzung
| Gruppe                  | Anzahl 2000 | Anzahl 2010 | Anmerkung                       | Urban 2000 | Rural 2000 | Urban 2010 | Rural 2010 |
| ----------------------- | ----------- | ----------- | ------------------------------- | ---------- | ---------- | ---------- | ---------- |
| Brancos                 | 138.764     | 139.691     | Weiße, Nachfahren von Europäern | 134.693    | 4.741      | 136.486    | 4.533      |
| Pardos („Mischrassige“) | 20.951      | 37.143      | Mulatten, Mestizen              | 20.400     | 551        | 35.931     | 1.212      |
| Pretos                  | 7.315       | 8.248       | Schwarze                        | 7.206      | 109        | 8.140      | 108        |
| Amarelos                | 440         | 940         | Asiaten                         | 440        | –          | 931        | 9          |
| Indígenas               | 205         | 232         | indigene Bevölkerung            | 205        | –          | 232        | –          |
| ohne Angabe             | 540         | –           |                                 | 534        | 10         | –          | –          |

Ethnische Gruppen nach der statistischen Einteilung des IBGE. Quelle für Bevölkerungszusammensetzung:

## Durchschnittseinkommen und HDI
Das monatliche Durchschnittseinkommen betrug 2019 den Faktor 2,9 des brasilianischen Mindestlohns (Salário mínimo) von R$ 998,00 (somit R$ 2894,2 oder etwa 658 €). 2010 verdienten 29,3 % der Bevölkerung nur die Hälfte des Mindestlohns. 2019 wurden 73.017 oder 35,4 % der Erwerbsfähigen als in einem festen Arbeitsverhältnis stehend gemeldet.
Der Index der menschlichen Entwicklung (HDI) ist mit 0,803 für 2010 als sehr hoch eingestuft. Das Bruttosozialprodukt pro Kopf für die Gemeinde betrug 2019 50.923,39 R$.

## Horto Florestal Edmundo Navarro de Andrade

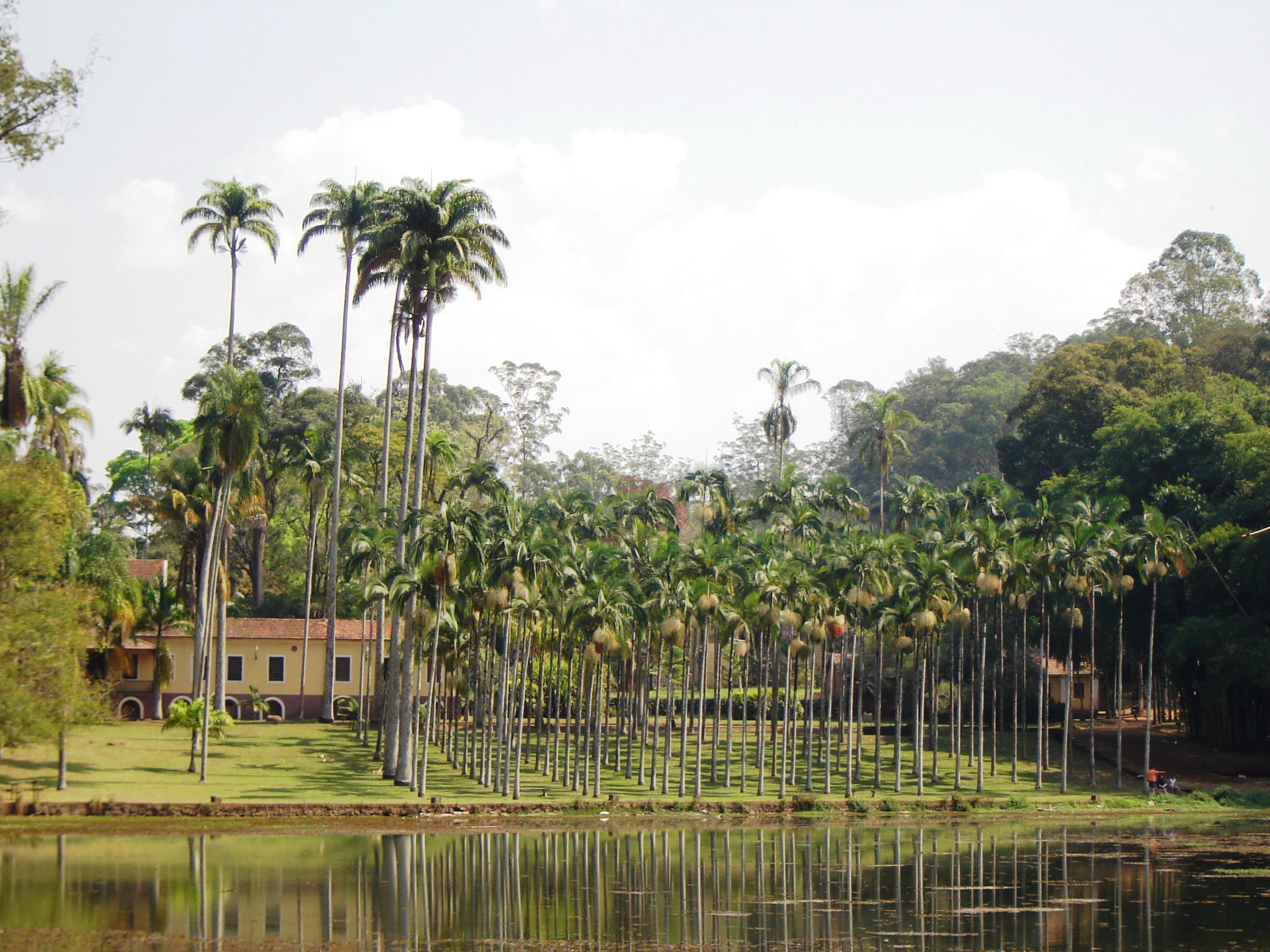
Staatswald Edmundo Navarro de Andrade

In der Gemeinde liegt der 1909 errichtete Floresta Estadual Edmundo Navarro de Andrade (FEENA) mit 2230,53 Hektar. Dieser Park ist ein Wald, der von der Eisenbahngesellschaft Companhia Paulista de Estradas de Ferro gepflanzt wurde, um ein Rohstoff-Reservoir zu haben. In diesem Wald pflanzte der Agronom und spätere Landwirtschaftsminister Edmundo Navarro de Andrade Eukalyptusbäume, die er 1914 aus Australien mitgebracht hatte. In den folgenden Jahren forschte er dort über den Eukalyptus.

## Sport
Die Gemeinde ist Heimat des Rio Claro Futebol Clube, der mehrfach Regionalmeister bei den Landesmeisterschaften von São Paulo wurde.

## Religion
Das Christentum ist in der Stadt wie folgt vertreten:

### Römisch-katholische Kirche
Die katholische Kirche in der Gemeinde ist Teil der Bistum Piracicaba.

### Protestantische Kirche
In der Stadt gibt es die unterschiedlichsten evangelischen Glaubensrichtungen, hauptsächlich Pfingstler, darunter die brasilianischen Assemblies of God (die größte evangelische Kirche des Landes), die Christliche Kongregationalistische Kirche in Brasilien, und andere.

## Söhne und Töchter
- Fernando Antônio Brochini (1946–2024), Ordensgeistlicher, katholischer Bischof von Itumbiara
- Daniel Rossi (* 1981), Fußballspieler
- Carla Tiene (* 1981), Tennisspielerin
- Roger de Oliveira Bernardo (* 1985), kurz Roger, Fußballspieler
- Felipe Santana (* 1986), Fußballspieler